# Densité de puissance
Pour les articles homonymes, voir Densité (homonymie) et Densité surfacique de puissance.
La densité de puissance (ou densité volumique de puissance, ou simplement puissance volumique) est la quantité de puissance (débit d'échange d'énergie) emmagasinable par un système physique donné, divisé par le volume de ce système. Cette grandeur physique traduit la capacité du système à transmettre de l'énergie, à volume donné. On l'exprime en watts par mètre cube (W/m3).
La densité de puissance peut être un critère important lorsqu'il existe une contrainte sur le volume disponible.